# Crinifer
Crinifer è un genere di uccelli musofagiformi della famiglia Musophagidae.

## Descrizione
Le specie appartenenti a Crinifer sono dei turachi, detti anche schizori chiassoso, che, diversamente dal piumaggio brillante e variopinto delle altre specie della famiglia, hanno una livrea principalmente grigia. Hanno anche una lunga coda e una cresta erettile sulla testa. Sono uccelli rumorosi e gregari; si cibano di frutti, specialmente di fichi, di semi e di altro materiale vegetale.

## Specie
Questo genere è suddiviso in due specie:
- Crinifer
  - Turaco grigio occidentale o Schizoro chiassoso occidentale (Crinifer piscator)
  - Turaco grigio orientale o Schizoro chiassoso orientale (Crinifer zonurus)